# Ciao (Gianni Celeste)
Ciao è il venticinquesimo album del cantante siciliano Gianni Celeste, cantato in lingua napoletana, pubblicato nel 1998.

## Tracce
1. Ho litigato con mia moglie
2. Strada 'e notte
3. Ciao
4. Nei pensieri di Maria
5. E ti sento
6. Ma che dummeneca speciale
7. Te penso
8. Aiuto
9. Si tu l'ammore
10. Non ne posso più